# Archanara continua
Archanara continua là một loài bướm đêm trong họ Noctuidae.